# Bennelong Point
Bennelong Point, uma antiga ilha na Baía de Sydney, é um promontório que, desde os anos 1970, é o local da Ópera de Sydney em Sydney, Nova Gales do Sul, Austrália.